# Protesty w Portoryko

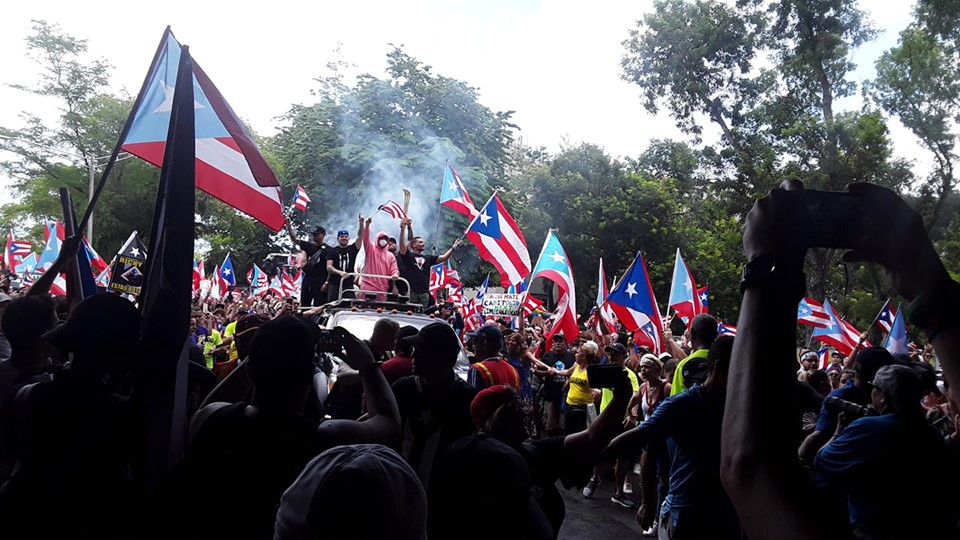
Protestujący maszerują od Golden Mile w Hato Rey do stadionu Hiram Bithorn w San Juan.

Protesty w Portoryko (Telegramgate) – demonstracje w Portoryko przeciwko gubernatorowi wyspy Ricardo Rosselló, rozpoczęte w lipcu 2019 roku.
Bezpośrednią przyczyną masowych wystąpień było ujawnienie zapisów rozmowy Rosselló i 11 członków jego rządu na czacie komunikatora Telegram, w której to rozmowie gubernator dopuścił się wypowiedzi homofobicznych, seksistowskich i niecenzuralnych, a także obrażał ofiary huraganu Maria z 2017 r., które na skutek nieudolności administracji Portoryko i administracji federalnej przez wiele miesięcy nie doczekały się pomocy humanitarnej.
10 lipca 2019 r. FBI aresztowało pod zarzutem korupcji dwóch byłych członków terytorialnej administracji, a 3 dni później Centrum Dziennikarstwa Śledczego opublikowało ponad-800-stronicowy raport z rozmowami Rosselló i jego współpracowników. W reakcji na tę publikację Portorykańczycy zaczęli protestować w San Juan i innych większych miastach, domagając się dymisji gubernatora Rosselló.
W demonstracji z 17 lipca wzięło udział 200 tys. ludzi, a największa z nich zgromadziła 500 tys. osób. Początkowo 21 lipca Rosselló zapowiedział jedynie, że nie będzie ubiegać się o reelekcję, ale przeciągające się demonstracje zmusiły go do deklaracji podania się do dymisji 2 sierpnia 2019 roku.
Zgodnie z konstytucją obowiązki gubernatora powinna przejąć w takiej sytuacji pełniąca funkcję ministra sprawiedliwości Wanda Vazquez Garced, jednak przez wielu Portorykańczyków była uważana za osobę zbyt mocno powiązaną z dotychczasowym układem rządzącym, w związku z czym część demonstrantów zapowiedziała kontynuację protestów.